# Pel·lícula lacrimal

Sistema lacrimal.

La pel·lícula lacrimal  és una formació de tres capes extremadament primes que cobreixen i protegeixen l'ull
Aquestes capes són:
- La capa externa o lípida, proveeix una superfície oliosa que retarda l'evaporació de la llàgrima. Si aquesta pel·lícula no existeix, la llàgrima podria evaporar-se de 10 a 20 vegades més ràpidament.
- La capa intermèdia o aquosa inclou sals i proteïnes en una base que consta de 98% d'aigua
- La capa més interna o de mucina, cobreix directament la superfície de l'ull permetent que les altres capes formin una pel·lícula. Sense aquesta capa les llàgrimes no podrien romandre sobre la superfície de l'ull i s'eliminarien ràpidament desencadenant una patologia coneguda com a ull sec.